# Macrocheira
Den Japanske kæmpekrabbe (Macrocheira kaempferi) er verdens største krabbe, med et klofang på næsten 4 meter.
Kroppen bliver op til 37 cm og den kan veje op til 20 kg.
Den lever i Stillehavet omkring Japan, på 3-400 meters dybde. Fiskeri har gjort et indhug i bestanden, og de japanske myndigheder har derfor indført beskyttende foranstaltninger, deriblandt forbud imod at fiske efter krabben i foråret, hvor de voksne individer vandrer ind på lavt vand for at yngle.
Den Japanske kæmpekrabbe er den eneste art i slægten Macrocheira.